# 서프라하구

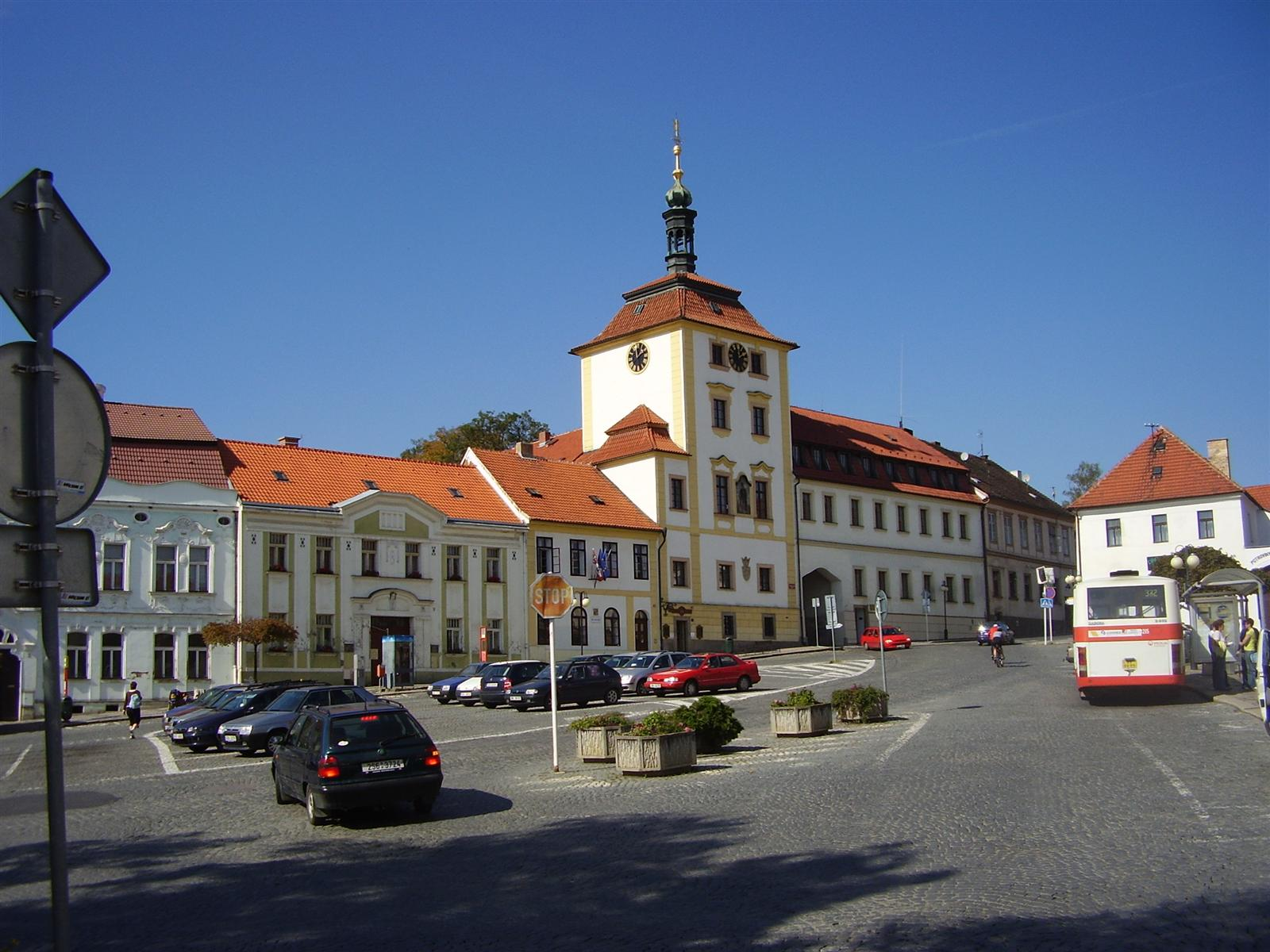
서프라하주에 위치한 일로베우프라히 시가지

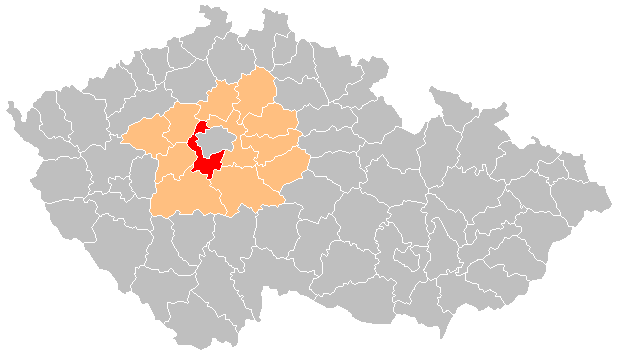
서프라하구의 위치

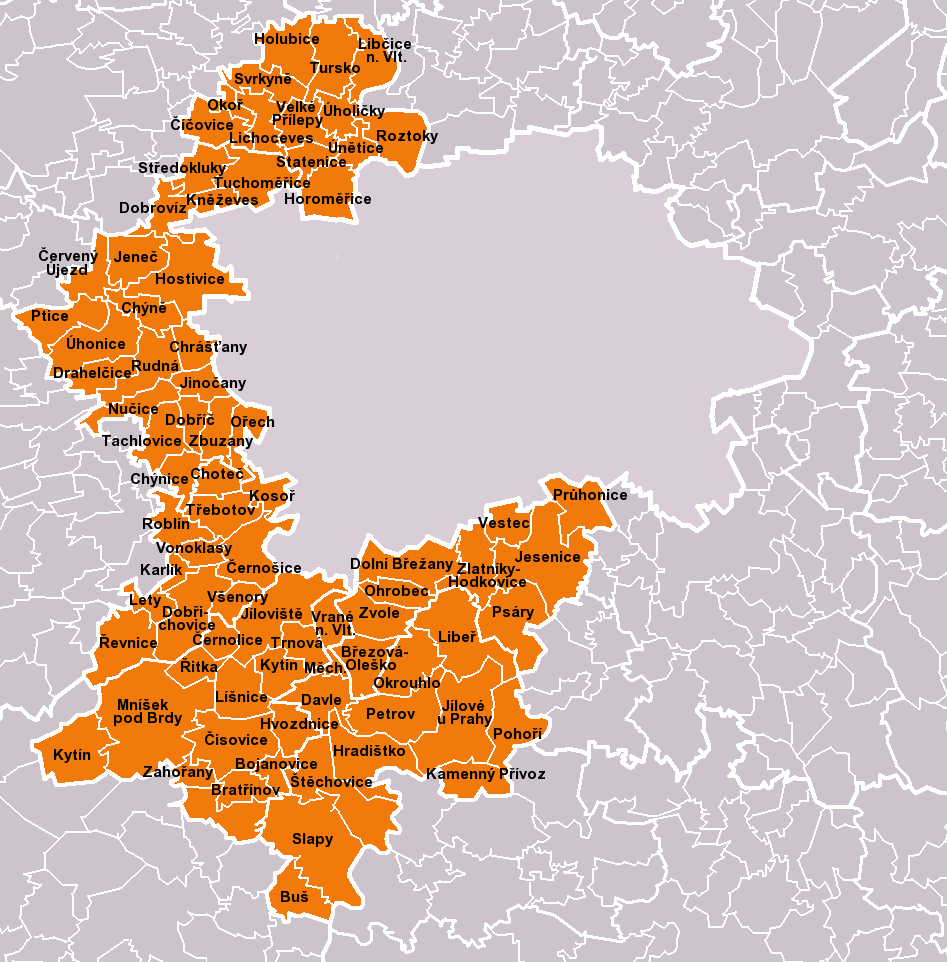
서프라하구가 관할하는 지방 자치체

서프라하구(체코어: Okres Praha-západ)는 체코 중앙보헤미아주를 구성하는 12개 구 가운데 하나로 면적은 580.63km2, 인구는 146,004명(2019년 1월 1일 기준), 인구 밀도는 250명/km2이다. 행정 중심지는 프라하이지만 프라하는 어느 주에도 속하지 않는 독립된 행정 구역으로 존재한다.
중앙보헤미아주 중부에 위치하며 79개 지방 자치체(12개 시, 67개 마을)를 관할한다. 프라하, 중앙보헤미아주 동프라하구, 베네쇼프구, 프르지브람구, 베로운구, 클라드노구, 멜니크구와 접한다.